# Nerita fulgurans
Nerita fulgurans är en snäckart som beskrevs av Gmelin 1791. Nerita fulgurans ingår i släktet Nerita och familjen båtsnäckor. Inga underarter finns listade i Catalogue of Life.